# Sarsma
Sarsma (georgisch ზარზმა, zɑrzmɑ) ist ein georgisches Dorf in der Region Samzche-Dschawachetien, im Rajon Adigeni.
Sarsma liegt am rechten Ufer des Flusses Kwabliani. Sarsma ist durch das gleichnamige Kloster bekannt. In der Nähe gibt es einen kleinen Bach, der den Namen der georgischen Königin Tamar trägt.